# Wola Podłężna
Wola Podłężna – wieś w Polsce położona w województwie wielkopolskim, w powiecie konińskim, w gminie Kramsk.

## Charakterystyka miejscowości
Wieś położona jest, przy drodze wojewódzkiej Konin-Aleksandrów Kujawski i międzynarodowej linii kolejowej Berlin-Warszawa-Moskwa. Przez miejscowość przepływa rzeka Warta oraz Kanał Grójecki.
Według danych z 2018 miejscowość zamieszkuje 1326 osób. Wola Podłężna tworzy samodzielne sołectwo. W latach 1975–1998 miejscowość administracyjnie należała do województwa konińskiego. Znajduje się tu m.in. szkoła podstawowa, stacja benzynowa oraz kręgielnia.